# Haymarket
Haymarket (haymarket significa «mercat del fenc» en anglès) és un carrer al districte de St James's de la ciutat de Westminster, a Londres, capital del Regne Unit.
S'estén des de Coventry Street (no lluny de Piccadilly Circus) fins a Pall Mall, Pall Mall East i Cockspur Street. Hi ha restaurants de luxe, el Teatre Haymarket (Theatre Royal Haymarket), el Teatre de La seva Majestat (Her Majesty's Theatre), un complex cinematogràfic i New Zealand House, el lloc de l'alt comissionat de Nova Zelanda en el Regne Unit.

## Història
El carrer forma part del barri dels teatres de Londres, el West End, i d'una manera general, el carrer és un lloc d'implantació privilegiada per als teatres des del segle xvii. El Her Majesty's Theatre, realitzat per John Vanbrugh, va obrir les portes el 1705. En l'estrena, estava previst per a obres dramàtiques, però ràpidament el teatre va semblar més apropiat per a òperes. Aquí va estrenar Georg Friedrich Händel nombroses òperes i oratoris. El Queen's Theatre va ser rebatejat com King's Theatre a la mort d'Anna de la Gran Bretanya el 1714. L'edifici de Vanbrugh va ser destruït pel foc el 1790, i es va construir un altre King's Theatre exactament en el mateix lloc. Aquest va ser també destruït pel foc i, el 1897, una vegada més, el teatre va obrir les portes, però amb el nom de His Majesty's Theatre. Aquest edifici és el que va arribar als nostres dies i s'usa per a produccions musicals d'envergadura. A Haymarket hi ha un altre teatre, el Theatre Royal Haymarket, construït per John Nash el 1820, en reemplaçament d'un antic teatre que havia obert en els anys 1720.

## Ubicació
Haymarket corre paral·lel al carrer Lower Regent Street (la part de Regent Street situada al sud de Piccadilly Circus). Lower Regent Street permet als vehicles circular cap al nord, mentre que Haymarket permet circular cap al sud. Aquests dos carrers formen part de la carretera A4 (A4 road) que parteix del centre de Londres i va cap a l'oest.